# David Steinberg
David Steinberg est un réalisateur, acteur, producteur, scénariste et directeur de la photographie canadien né le 9 août 1942 à Winnipeg (Canada).

## Filmographie

### comme Réalisateur
- 1981 : Paternity
- 1982 : Newhart (série télévisée)
- 1983 : Going Berserk
- 1986 : It's Garry Shandling's Show. (série télévisée)
- 1986 : The Ellen Burstyn Show (série télévisée)
- 1986 : Femmes d'affaires et dames de cœur ("Designing Women") (série télévisée)
- 1988 : Eisenhower & Lutz (série télévisée)
- 1990 : The Fanelli Boys (série télévisée)
- 1990 : Evening Shade (série télévisée)
- 1990 : Get a Life (série télévisée)
- 1992 : The Rick Reynolds Show (série télévisée)
- 1993 : Rick Reynolds: Only the Truth Is Funny (TV)
- 1995 : The Parent 'Hood (série télévisée)
- 1996 : À la une ("Ink") (série télévisée)
- 1997 : The Wrong Guy
- 1999 : Tel père... telles filles (Switching Goals) (TV)
- 2000 : La Guerre des Stevens ("Even Stevens") (série télévisée)
- 2001 : What's Up, Peter Fuddy? (TV)
- 2005 : Go Kinky (série télévisée)

### comme Acteur
- 1967 : Fearless Frank de Philip Kaufman : The Rat
- 1969 : L'Homme perdu (The Lost Man) : Photographe
- 1969 : The Music Scene (série télévisée) : David Steinberg, the host (1969-1970)
- 1978 : Suicidez-moi docteur (The End) : Marty Lieberman
- 1979 : Something Short of Paradise : Harris Sloane
- 1980 : Nothing Personal (en) : Talk Show Host
- 1997 : The Wrong Guy : Outpatient
- 1998 : Le Géant et moi (My Giant) : David Steinberg
- 2000 : Big Sound (en) (série télévisée) : Gabe Moss
- 2013 : New York, unité spéciale (saison 15, épisode 5) : David Munch

### comme Producteur
- 1986 : The Young Comedians All-Star Reunion (TV)
- 1990 : Good Grief (série télévisée)
- 1990 : Cats, Cops and Stuff (TV)
- 1991 : Women of the Night 3 (TV)
- 1996 : Kids in the Hall: Brain Candy
- 1999 : Coupable d'amour (Judgment Day: The Ellie Nesler Story)
- 2000 : Big Sound (en) (série télévisée)
- 2002 : Robin Williams: Live on Broadway (TV)
- 2005 : Go Kinky (série télévisée)

### comme Scénariste
- 1983 : Going Berserk

### comme Directeur de la photographie
- 1993 : Air Combat (série télévisée)